# Anisodes paucinotata
Anisodes paucinotata är en fjärilsart som beskrevs av W. Warren 1901. Anisodes paucinotata ingår i släktet Anisodes och familjen mätare. Inga underarter finns listade i Catalogue of Life.